# Sagrestie di Alzano Lombardo
Le Sagrestie della basilica di San Martino di Alzano Lombardo sono una sezione del Museo d'arte sacra San Martino, situato nel comune di Alzano Lombardo in val Seriana, nella provincia di Bergamo, sul lato a ovest della basilica.
Inserite nel corpo strutturale della basilica di San Martino, chiesa parrocchiale del paese, raccolgono sculture, intarsi, stucchi ed affreschi risalenti al XVII secolo di importanti esponenti del barocco lombardo.

## Storia
L'atto formale con il quale si autorizzò la costruzione delle Sagrestie è datato 12 agosto 1676 e, firmato dal podestà di Bergamo, consentiva l'acquisizione dei terreni circostanti alla Basilica di San Martino, in fase di ultimazione.
L'intenzione era quella di adibire i nuovi locali ad ambienti volti a ospitare riunioni clericali, ma anche atti alla preparazione della preghiera, sia per il clero locale che per il popolo, nelle processioni.
Il risultato di tale commissione fu di primissimo livello nella storia del barocco del XVII secolo, grazie alle sculture ed intarsi delle famiglie Fantoni e Caniana, agli affreschi di Antonio Cifrondi e Giulio Quaglio il Giovane, ed agli stucchi degli artisti luganesi Giovanni Angelo Sala e del figlio Gerolamo Sala.

## Descrizione
La progettazione, affidata all'architetto Gerolamo Quadrio, stabilì la costruzione di tre sale in una planimetria ad “elle rovesciata”. Il lato corto fu destinato alla prima sagrestia, comunicante con la quinta campata della basilica di San Martino, nella congiunzione tra i due lati della “elle” fu collocata la seconda, e nel lato lungo la terza sagrestia che si apre verso la canonica. Questo permetteva al sacerdote di celebrare la liturgia passando direttamente dalle sagrestie, dove veniva celebrato il rituale della purificazione.

### La prima sagrestia

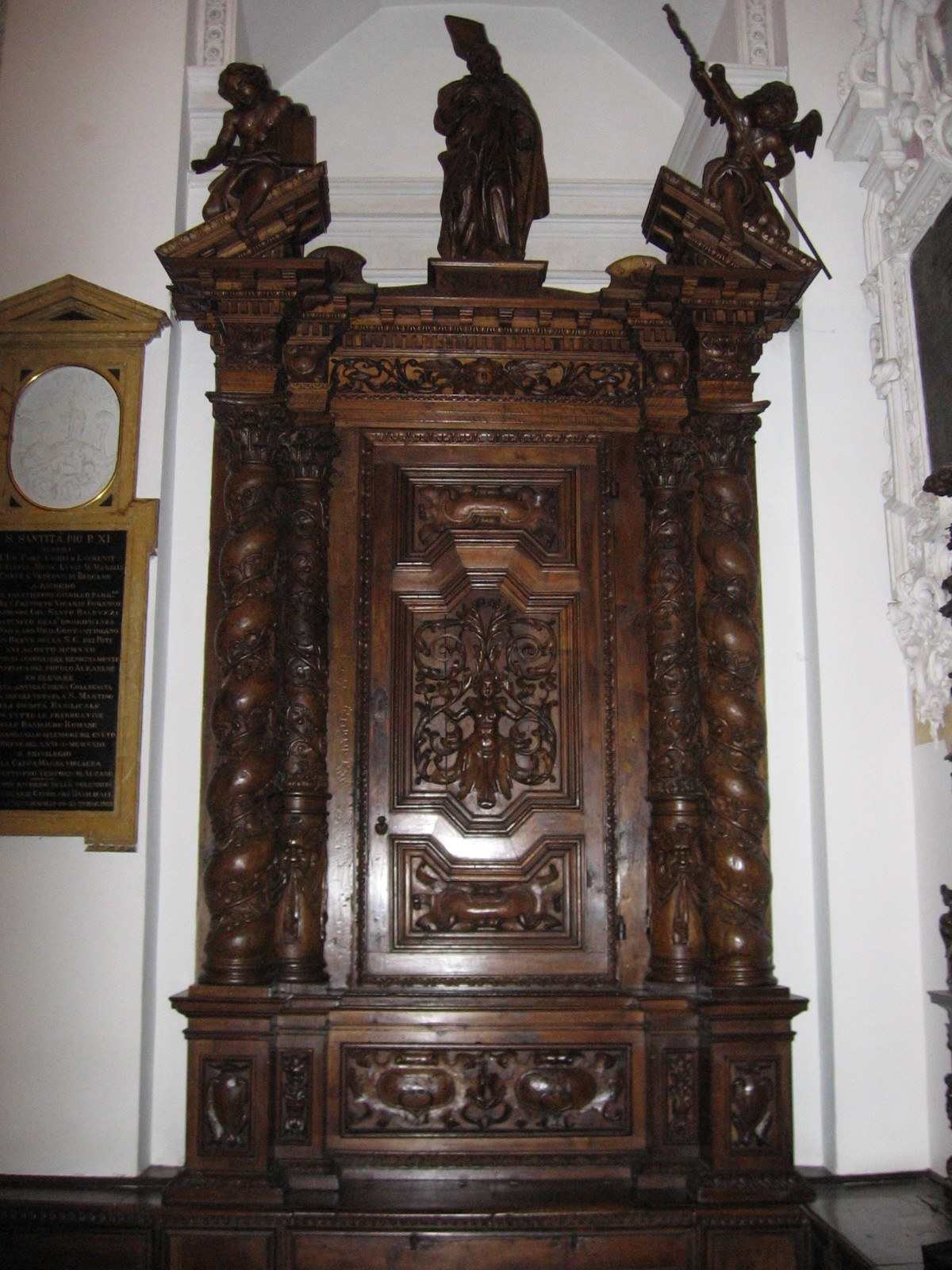
Prima sagrestia: armadio laterale ad anta semplice

La prima sagrestia, con una planimetria rettangolare, è dotata di un ambiente sorretto da quattro pilastri, posti a coppie sui due lati, che dividono le pareti in tre nicchie, nelle quali sono riposti grandi armadi incassati. Il tutto è sovrastato da una volta a botte, con fregi e decorazioni.
Notevoli sono gli stucchi, realizzati nel 1677 dai plastificatori ticinesi Giovan Angelo e Gerolamo Sala (padre e figlio), già noti per i loro contributi nella Basilica di Santa Maria Maggiore e nel Monastero Matris Domini, entrambi nel capoluogo orobico.

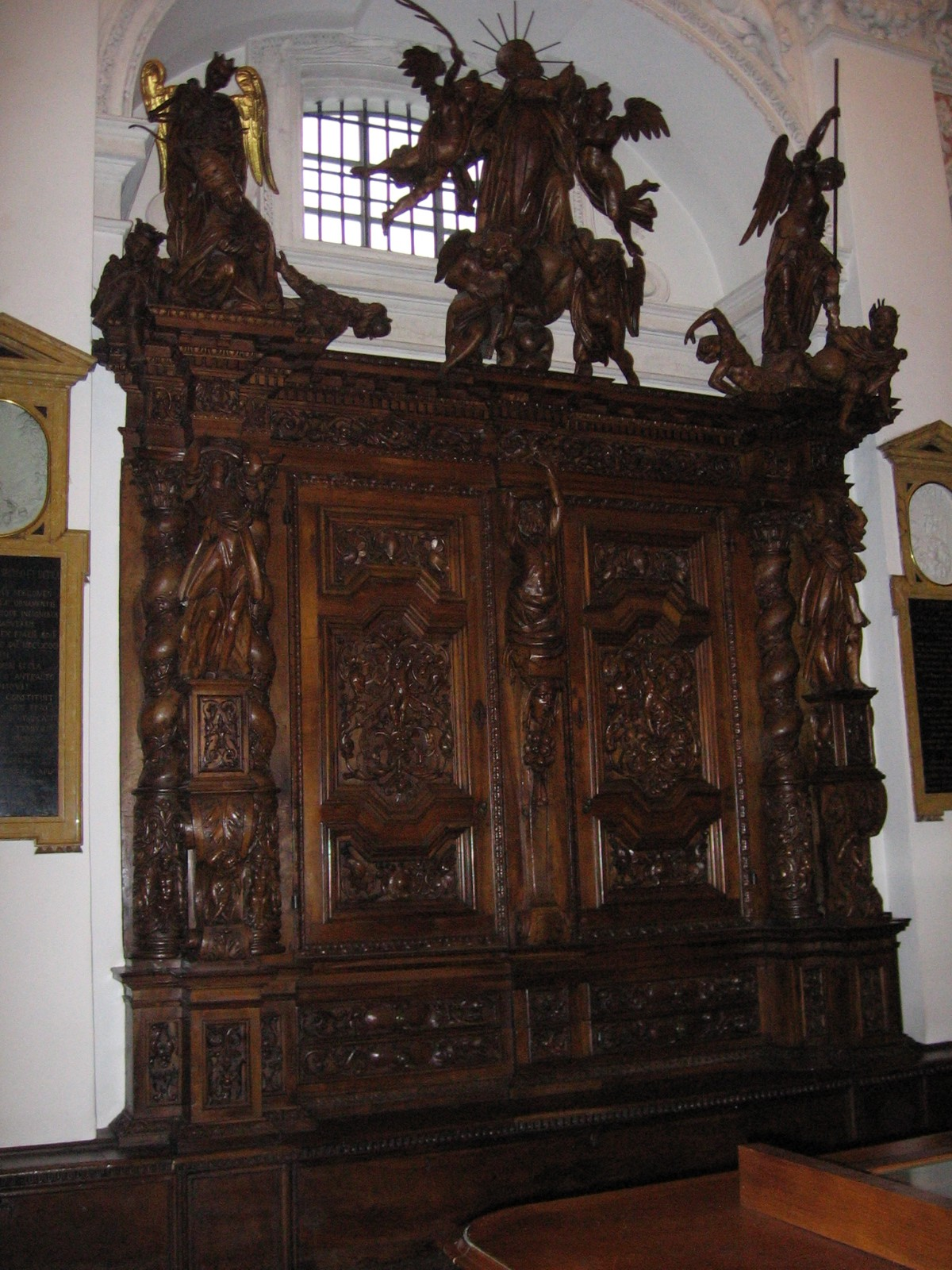
Prima sagrestia: armadio laterale a doppia anta

Il loro lavoro produsse una rifinitura estremamente dettagliata e minuziosa, anche grazie all'utilizzo di un tipo di marmo che, triturato in modo fine, permetteva un accordo con gli sfondi policromi.
L'arredo è composto da sei armadi in noce incassati all'interno selle sopraccitate nicchie.
Di questi sei, i due centrali sono a doppia anta, e furono eseguito nel 1679 da Grazioso Fantoni, padre del più famoso Andrea.
Gli altri quattro sono ad anta semplice e possiedono due colonne sovrastate da piccoli angeli ed altri elementi ornamentali che accompagnano le statue dei quattro padri della Chiesa: Sant'Agostino, San Gregorio Magno, San Gerolamo e Sant'Ambrogio. Quest'ultima è il primo intervento operato da Andrea Fantoni.
In questi armadi è presente una forte simbologia: si può trovare, ad esempio, la sirena a coda bifida che rappresenta il bene ed il male.
Sono inoltre riportate numerose scene legate alle sacre scritture, tra cui San Martino in gloria, L'Arcangelo Michele scaccia i diavoli dal Paradiso, la Verità vittoriosa sulle Eresie del mondo, San Pietro Martire in gloria, lo Spirito Santo vincitore sui peccati, e la Morte trionfatrice sui poteri del mondo (papato, impero e mondo arabo).
La bussola invece fu eseguita in seguito, precisamente nel 1855, dagli allievi dell'Accademia Carrara Giuseppe Guffanti e Ignazio Briolini, che mantennero lo stile fantoniano.

### La seconda sagrestia
La seconda sagrestia, disposta tra la prima e la terza, era destinata ai soli sacerdoti. In tal senso si trova, su una targa posta al suo ingresso, la seguente iscrizione:

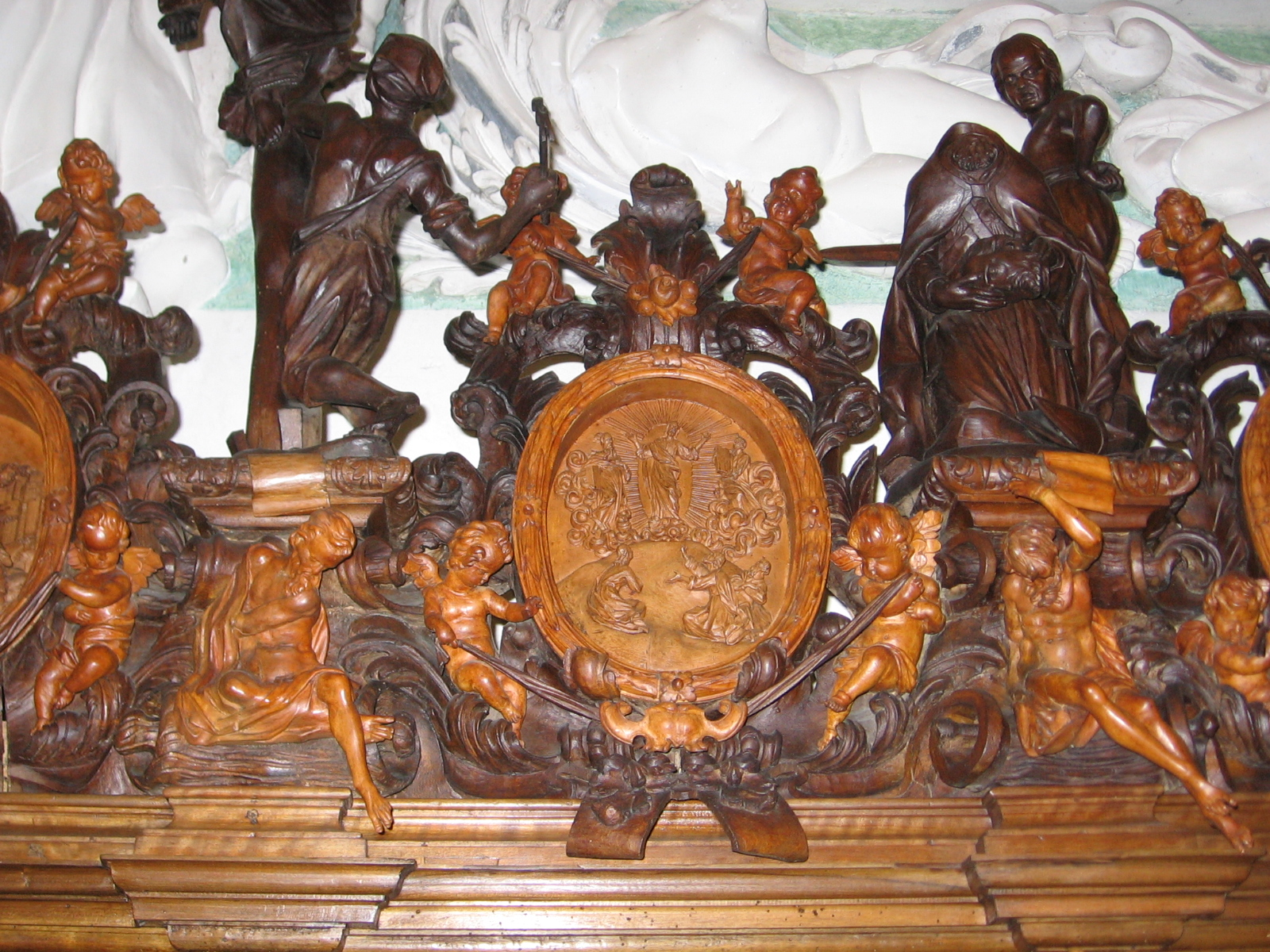
Seconda sagrestia: dettaglio

In questa sala spicca un grande altare, sormontato dalla scultura di Andrea Peracca, eseguita in marmi rossi e bianchi, raffigurante la Morte e Passione di Gesù Cristo.
Anche in questa sagrestia, come nella precedente, si trovano gli stucchi dei plastificatori Sala che, con le loro decorazioni esuberanti, sembrano annullare completamente le pareti sotto i loro movimenti artistici.

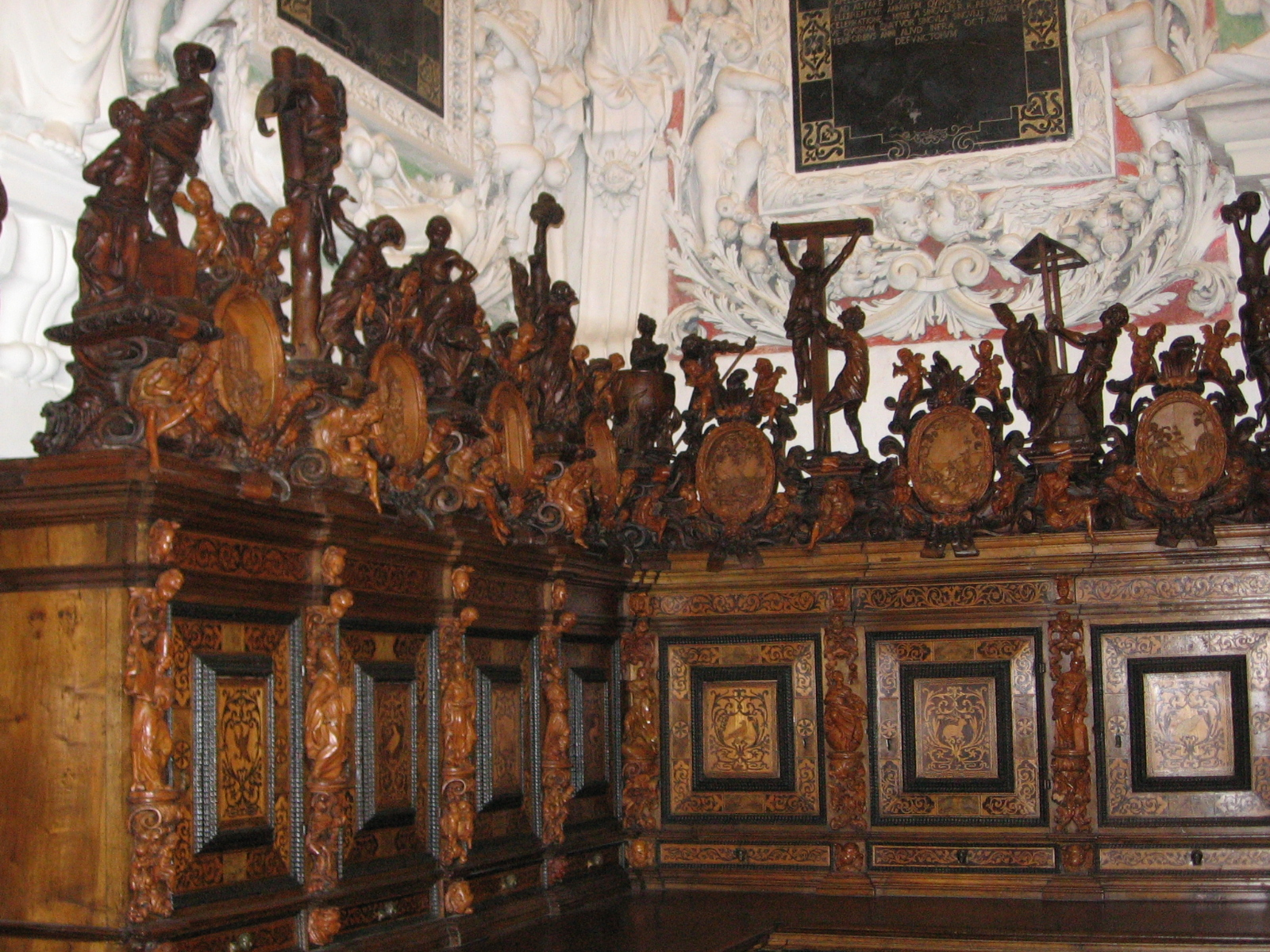
Seconda sagrestia: arredi

Gli affreschi, opera di Antonio Cifrondi, riportano episodi tratti dal Vangelo: si va dall’Ultima cena fino all’Ascensione, dipinti in medaglioni.
Durante un restauro avvenuto verso la fine del XIX secolo, parte di questi affreschi furono ridipinti, perdendo alcune caratteristiche.

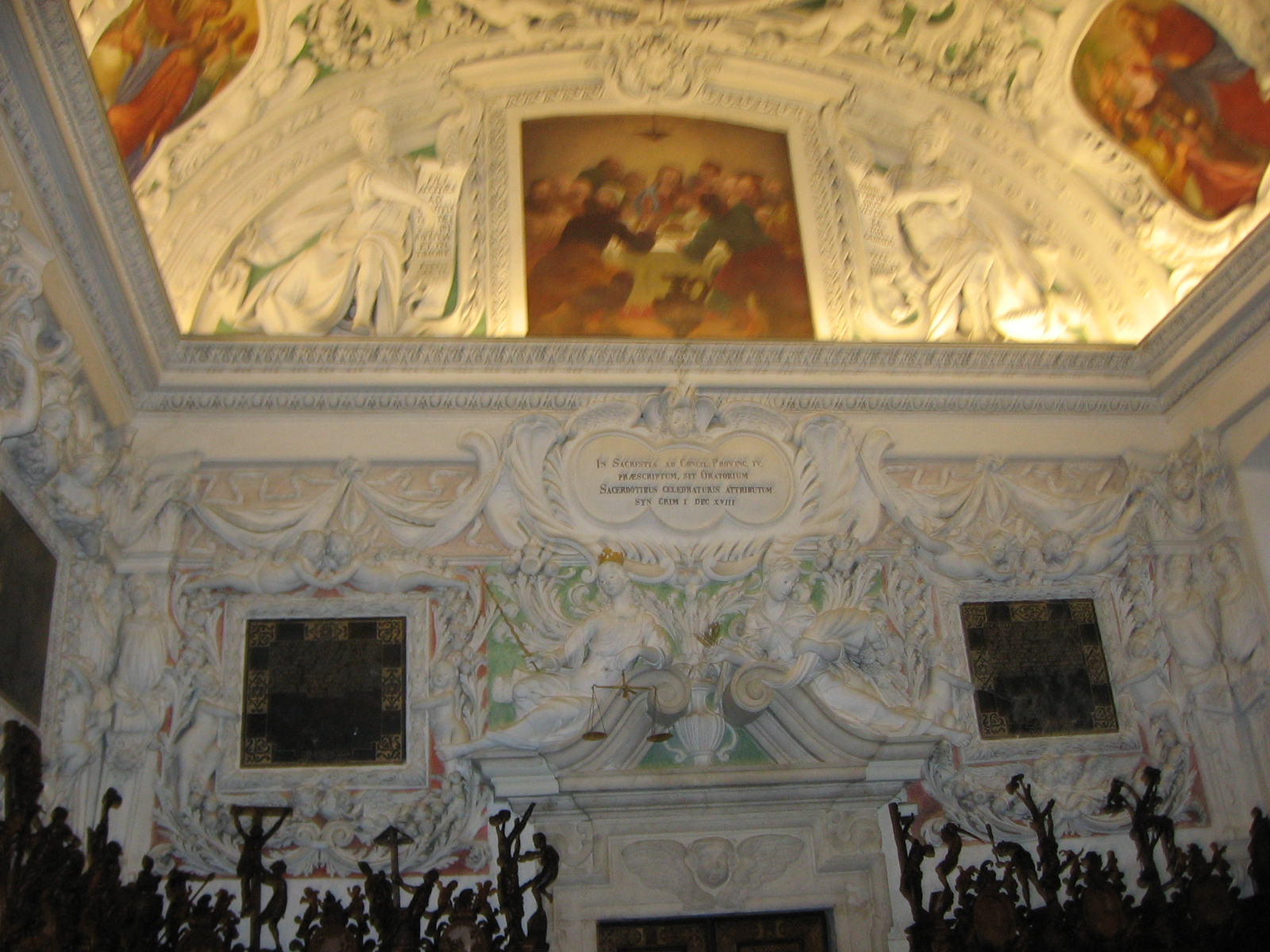
Seconda sagrestia

Ma ciò che maggiormente colpisce di questa sala, sono gli arredi composti dalle sculture e dai banconi della bottega dei Fantoni, e dagli intarsi decorativi dei Caniana.
Si trovano infatti armadietti con cassettoni, utilizzati per contenere gli oggetti di ognuno dei sacerdoti presenti nel collegio sacerdotale (stimati intorno alle 30-40 unità), con statuette allegoriche tra le varie postazioni. Tra queste si trovano episodi dell'Antico Testamento (Esodo) e del Nuovo testamento (Storie di Cristo).
Vi sono anche sportelli al centro dei quali sono raffigurati animali legati alla simbologia ecclesiastica, tra cui la colomba, la cicogna, il pellicano ed il leone, ripetuti una seconda volta sugli armadietti (in numero di 34), ma con cromia inversa tra legno chiaro e legno scuro.
Due piccole credenze creano un elemento di discontinuità tra le suddette cassettiere e gli inginocchiatoi che rappresentano il capolavoro della sagrestia: su questi si trovano due ovali, rappresentanti la Deposizione di Cristo dalla croce ed il Passaggio del Mar Rosso.
Altri ovali raffigurano i miracoli di San Martino, patrono di Alzano, ed i nomi degli autori di tale opera, con annessa data di termine dei lavori.

### La terza sagrestia
La terza sagrestia possiede una pianta rettangolare ed è disposta perpendicolarmente alla prima sagrestia, sul lato lungo della “elle rovesciata” che costituisce la pianta dell'intero stabile.
Si pensa che questa sagrestia fosse adibita soltanto alle adunate ed alle riunioni del collegio sacerdotale locale, tanto da somigliare ad un “piccolo conclave”.

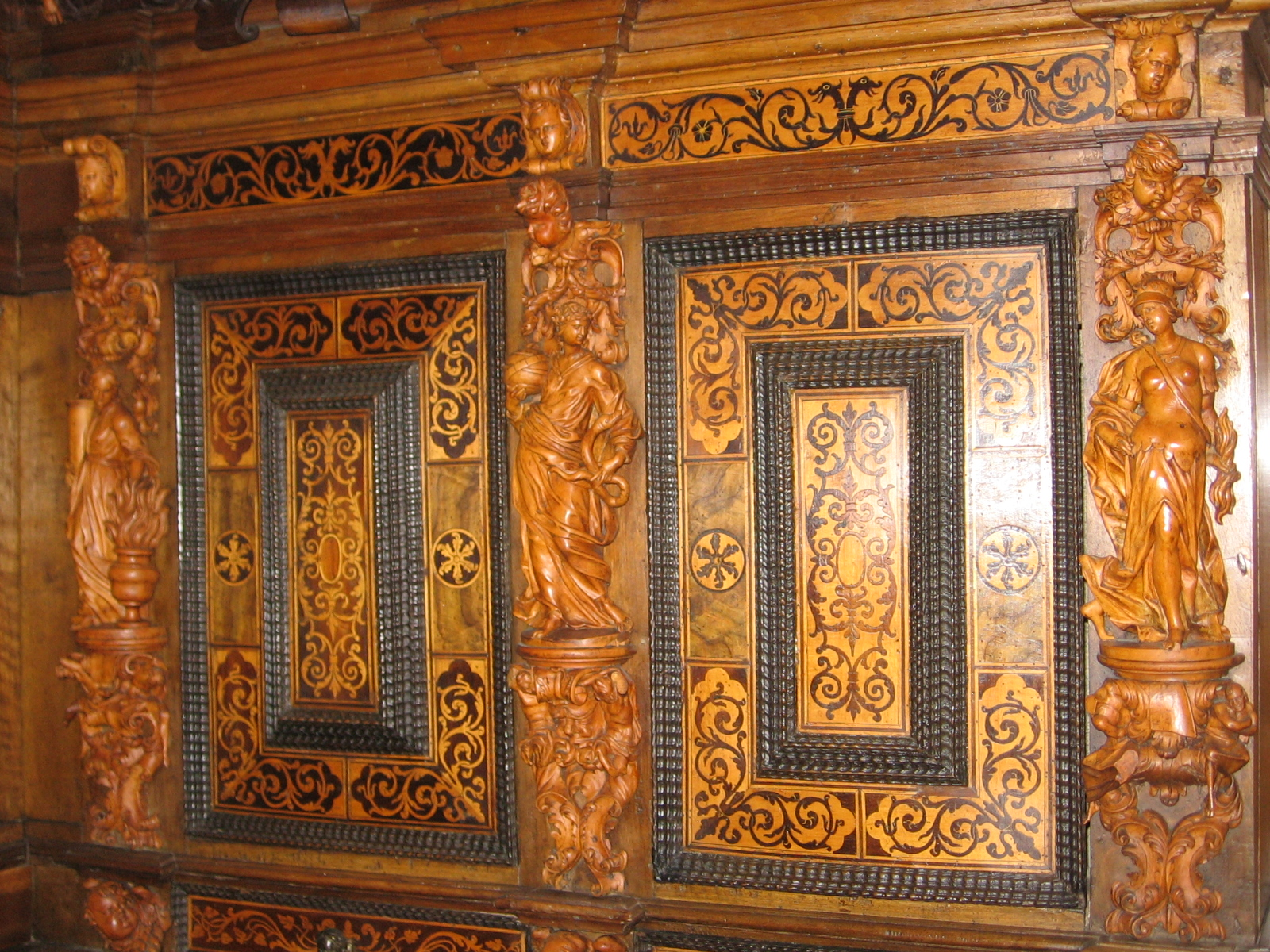
Terza sagrestia: dettaglio di intarsi

Anche in questa sala gli stucchi sono opera di Gerolamo Sala. Le linee dei suoi contributi risultano essere meno appariscenti rispetto a quelle presenti nella seconda sagrestia, anche a causa del fatto che, dopo la scomparsa del padre Giovan Angelo, si avvalse della collaborazione dell'allievo Stefano Mesci.

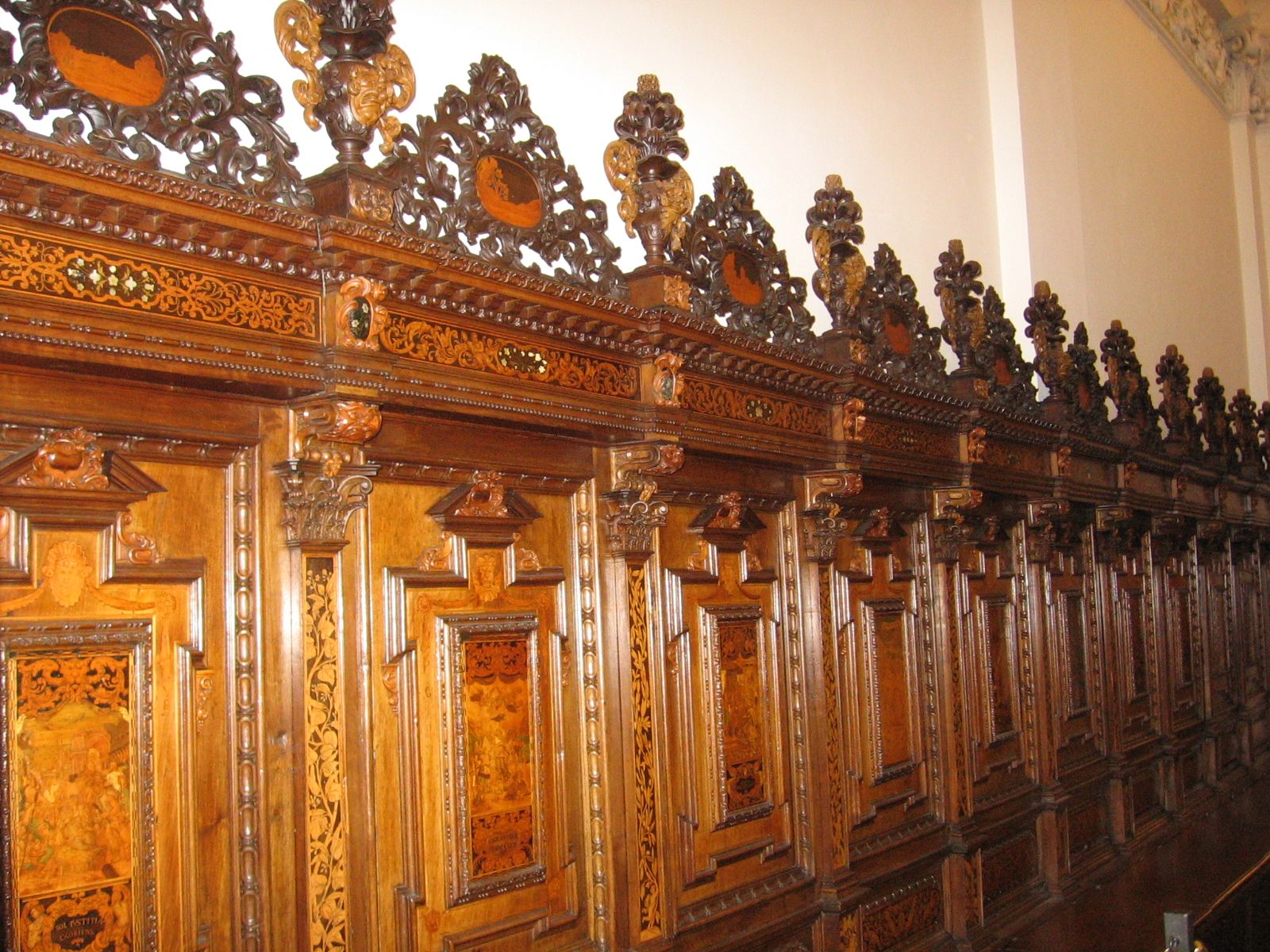
Terza sagrestia

Gli affreschi sono invece opera del comasco Giulio Quaglio il Giovane che raffigura, in riquadri al centro della volta, episodi dell'antico testamento quali il Sacrificio di Abele, il Sacrificio di Melchisedec ed il Sacrificio di Abramo; il tutto ornato con immagini di angeli con oggetti liturgici.
Gli arredi sono ancora opera dei Caniana che, dopo il successo riscontrato dalla lavorazione della seconda sacrestia, decisero di trasferire l'intera famiglia, con annessa bottega, ad Alzano. Il loro lavoro consiste in una cassapanca con schienale ripetuta ben quaranta volte: undici sulla sinistra, diciassette sulla destra e due accanto alla porta d'ingresso.
Ognuna possiede intarsi con animali esotici, pappagalli, farfalle e fiori intrecciati tra loro con la presenza di piccoli bambini, opera di Caterina Caniana, figlia del capomastro Giovan Battista.
Eseguirono anche i dossali riportanti tre episodi della vita di Cristo ed uno della vita di Mosè, interrotti però dai committenti.
Numerose sono le lavorazioni lignee e gli intarsi raffiguranti paesaggi idillici, intrecci vegetali ed oggetti militari (come armature, spade ed elmi); ma anche oggetti liturgici e particolari legati alla tradizione liturgica ebraica.